# Veddel (isla)
Veddel es una isla fluvial del río Elba perteneciente al ámbito municipal de la ciudad-estado de Hamburgo. La isla, con una población de unas 5000 personas y una superficie de 4,4 km², se encuentra en la afluente septentrional del Elba, al norte de la isla mayor de Wilhelmsburg.

## Historia
La isla ha formado parte de la ciudad de Hamburgo desde 1768 en virtud del tratado de Gottorp. El 22 de junio de 1894, la propia ciudad de Veddel se incorporó al área metropolitana de Hamburgo. Durante el siglo xix y la primera mitad del siglo xx sirvió de escala para millones de emigrantes que se marchaban hacia América.

## Actualidad
Hoy en día, la parte oriental de la isla, anteriormente conocida como Kleine Veddel, junto con el islote de Peute y la parte septentrional de la isla de Wilhelmsburg, forman el distrito (Bezirk) Hamburgo-Veddel. Su parte occidental, antiguamente conocida como Große Veddel, forma parte del antiguo puerto de libre comercio de Hamburgo y del actual distrito de Kleiner Grasbrook, que se ha fusionado con la zona portuaria.
Muchos de los casi 5000 residentes de la isla son descendientes de emigrantes procedentes de otras partes de Alemania y de Europa. El museo Auswanderermuseum BallinStadt Hamburg, que cuenta la historia de estas migraciones, se encuentra ubicado en la isla.

## Transporte
La isla de Veddel está comunicada con las demás partes de la ciudad de Hamburgo por medio de ferries, autobús (la circular línea 13) y una línea de ferrocarriles municipales (S-Bahn).